# ジニ係数
ジニ係数（ジニけいすう、英: Gini coefficient、ジニインデックス、英: Gini index、Gini ratio）とは、データの不均等さを表す統計値である。これは、社会における所得の不平等さを測る指標として使われることが多い。0から1で表され、各人の所得が均一で格差が全くない状態を0、たった一人が全ての所得を独占している状態を1とする。ローレンツ曲線をもとに、1912年にイタリアの統計学者、コッラド・ジニによって考案された。それ以外にも、富の偏在性やエネルギー消費における不平等さ、国民経済計算などに応用される。

## 概要
ジニ係数がとる値の範囲は0から1で、係数の値が大きければ大きいほどその集団における格差が大きい状態であるという評価になる。特にジニ係数が0である状態は、ローレンツ曲線が均等分配線に一致するような状態であり、各人の所得が均一で、格差が全くない状態を表す。逆にジニ係数が1である状態は、ローレンツ曲線が横軸に一致するような状態であり、たった1人が集団の全ての所得を独占している状態を表す。
国家においては、どの国家も（共産主義国家であっても）ジニ係数が「0」（完全な平等、誰もが同じ収入もしくは富を持っている状態）もしくは、「1」（完全な不平等、1人が全てを独占している状態）となることはあり得ないとされる。これは、ジニ係数が「0」である場合、年齢や職業などに関わらず同じ賃金が支払われることを意味し、ジニ係数が「1」である場合、独占する1人を除き全員が飢えるため、実現不可能とされる。
ジニ係数には警戒ラインが存在し、一般的には0.4が警戒ラインとして設定されており、その数値を越えると暴動や社会騒乱が増加するとされている。その為、各国政府はこの警戒ラインを超えると国内の所得格差がかなり高い状態とみなし、是正を行う必要があると言われている。
ジニ係数は、世帯を所得の低い順に並べ、世帯数の累積比（横軸）と所得の累積比（縦軸）の関係性をグラフ化したローレンツ曲線を用いて求められ、所得が均等に配分されている状態を示す0（原点）を通る45度の直線（均等分布線）とローレンツ曲線との間に囲まれた部分の面積を2倍して算出する。

## 定義

ジニ係数のグラフ
ジニ係数は、Aの面積をAとBの各面積の合計で割ったものに等しい。すなわち、ジニ係数 =A/（A+B）となる。また、A+B=0.5のため、2×Aにも等しい（縦軸は0と1の間の値をとるため）

ジニ係数は、ローレンツ曲線と均等分配線（きんとうぶんぱいせん、英: line of perfect equality）とによって囲まれる領域の面積と、均等分配線よりも下の領域の面積との比として定義される。均等分配線とは、所得の分布が一様である場合のローレンツ曲線である。均等分配線よりも下の面積は1/2になるので、ジニ係数は均等分配線とローレンツ曲線とが囲む領域の面積の2倍に等しい。あるいは、均等分配線よりも下の領域からローレンツ曲線よりも下の領域を取り除いた分の面積を2倍したもの、と表現することもできる。これはローレンツ曲線 L(F) の積分を用いて次のように表現できる。
{\displaystyle \mathrm {Gini} ={\frac {1/2-\int _{0}^{1}L(F)dF}{1/2}}=1-2\int _{0}^{1}L(F)dF.}
ここでFは集団を所得が低い順に並べた際の、ある所得額を下回る集団の割合を表す。

## 数列のジニ係数
項数が{\displaystyle N}の数列{\displaystyle \{x_{n}\}_{n=1}^{N}}のジニ係数は、次の式で算出できる。
{\displaystyle \mathrm {Gini} \{x_{n}\}={\frac {\sum _{i=1}^{N}\sum _{j=1}^{N}|x_{i}-x_{j}|}{2N\sum _{n=1}^{N}x_{n}}}}
例えば、令和5年度における仙台市の区別人口のジニ係数を算出する。
仙台は、青葉、太白、泉、宮城野、若林の5区で構成しており、それぞれの人口を数列で表すと以下のようになる。
{\displaystyle \{x_{n}\}_{n=1}^{5}=\{311590,234758,212149,196732,141475\}}
このときジニ係数は、
{\displaystyle \mathrm {Gini} \{x_{n}\}={\frac {\sum _{i=1}^{5}\sum _{j=1}^{5}|x_{i}-x_{j}|}{2\times 5\times \sum _{n=1}^{5}x_{n}}}={\frac {1513024}{10967040}}}≒{\displaystyle 0.138}
と算出できる。

## 留意点
ジニ係数は不平等さを客観的に分析・比較する際の代表的な指標の1つとなっているが、以下の点には留意する必要がある。
- 同じジニ係数で示される状態であっても、ローレンツ曲線の元の形が著しく違えば、実感として感じる不平等さがまったく変わってくる可能性がある。
- 税金や社会福祉などによって再分配機能が充実した国の場合、初期所得（税引き前の給与）でのジニ係数と、所得再配分後のジニ係数が異なる。
- 標本調査の場合、母集団からの調査対象の偏りが生じることがある。

## 使用例
ジニ係数を使って日本の所得分配の不平等度を計測している統計には、厚生労働省が実施している所得再分配調査がある。このほかにも、家計の所得・支出を調査している家計調査や全国消費実態調査のデータを使って、ジニ係数が計算されている。
ジニ係数を計算するためには、個々の家計の所得を使ってローレンツ曲線を描く必要があるが、家計調査や全国消費実態調査などでは、ジニ係数の計算に利用できる公表データが、所得金額ごとや所得金額によって全体を5分割ないし10分割した世帯の平均値であったりする。こうした階層ごとの平均値を使って求めたジニ係数の近似値は、擬ジニ係数と呼ばれることがある。

## 世界各国のジニ係数の推移
| 20.0-24.9 25.0-29.9 30.0-34.9 | 35.0-39.9 40.0-44.9 45.0-49.9 | 50.0-54.9 55.0-59.9 60.0-64.9 | No data |

| 年   | 世界全体のジニ係数 |
| ---- | ------------------ |
| 1820 | 0.43               |
| 1850 | 0.53               |
| 1870 | 0.56               |
| 1913 | 0.61               |
| 1929 | 0.62               |
| 1950 | 0.64               |
| 1960 | 0.64               |
| 1980 | 0.66               |
| 2002 | 0.71               |
| 2005 | 0.68               |

1992年から2018年までの世界銀行のデータに基づく各国のジニ計数（%）。
20.0-24.9
25.0-29.9
30.0-34.9
35.0-39.9
40.0-44.9
45.0-49.9
50.0-54.9
55.0-59.9
60.0-64.9
No data

第二次世界大戦後の世界各国の所得ジニ係数の推移。

2019年の各国のジニ係数（%）。

また、上記の表とは別に世界銀行による詳細なデータからは、下表のように1988年以来の継続的な減少傾向を示している。これは、主に中国やインドのような十億人以上の人口を擁する国に住んでいる貧困層の収入が増えていることに起因している。ブラジルのような発展途上国も、医療・教育・衛生などのサービスを改善をしている。更にチリやメキシコでは、より進歩的な税政策を制定した。
| 年   | 世界のジニ係数 |
| ---- | -------------- |
| 1988 | 0.80           |
| 1993 | 0.76           |
| 1998 | 0.74           |
| 2003 | 0.72           |
| 2008 | 0.70           |
| 2013 | 0.65           |

### OECD加盟国
また、OECD調査によるジニ係数（調査年は2017年はアイスランド・ロシア・南アフリカ共和国、2020年はオーストラリア、2021年はドイツと日本、それ以外の国は2022年か2023年のどちらかの年である。）では、非加盟国6国含めて、以下の表のようになっている。南アフリカ・メキシコ・トルコ・南米諸国はジニ係数が高く、特に南アフリカは0.618と最も経済格差が激しい国であり、0.5〜0.6の「慢性的暴動が起こりやすいレベル」にある。逆に、中欧・北欧諸国は低い傾向にある。

G7諸国における所得再分配後のジニ係数

| 国名                 | ジニ係数 |
| -------------------- | -------- |
| AUS オーストラリア   | 0.319    |
| AUT オーストリア     | 0.285    |
| BEL ベルギー         | 0.250    |
| CAN カナダ           | 0.306    |
| CHE スイス           | 0.317    |
| CHL チリ             | 0.448    |
| CRI コスタリカ       | 0.470    |
| CZE チェコ           | 0.249    |
| DEU ドイツ           | 0.313    |
| DNK デンマーク       | 0.276    |
| ESP スペイン         | 0.316    |
| EST エストニア       | 0.321    |
| FIN フィンランド     | 0.269    |
| FRA フランス         | 0.297    |
| GBR イギリス         | 0.367    |
| GRC ギリシャ         | 0.316    |
| HUN ハンガリー       | 0.294    |
| IRL アイルランド     | 0.285    |
| ISL アイスランド     | 0.250    |
| ISR イスラエル       | 0.345    |
| ITA イタリア         | 0.319    |
| JPN 日本             | 0.338    |
| KOR 韓国             | 0.324    |
| LTU リトアニア       | 0.360    |
| LUX ルクセンブルク   | 0.296    |
| LVA ラトビア         | 0.340    |
| MEX メキシコ         | 0.400    |
| NLD オランダ         | 0.291    |
| NOR ノルウェー       | 0.262    |
| NZL ニュージーランド | 0.326    |
| POL ポーランド       | 0.270    |
| PRT ポルトガル       | 0.332    |
| SVK スロバキア       | 0.226    |
| SVN スロベニア       | 0.244    |
| SWE スウェーデン     | 0.289    |
| TUR トルコ           | 0.427    |
| USA アメリカ合衆国   | 0.394    |
| BRA ブラジル         | 0.451    |
| BGR ブルガリア       | 0.374    |
| HRV クロアチア       | 0.298    |
| ROU ルーマニア       | 0.310    |
| RUS ロシア           | 0.317    |
| ZAF 南アフリカ       | 0.618    |

## 日本の所得ジニ係数の推移
以下の図は所得再分配調査をもとに、1962年以降の再分配前後のジニ係数をあらわしたものである。

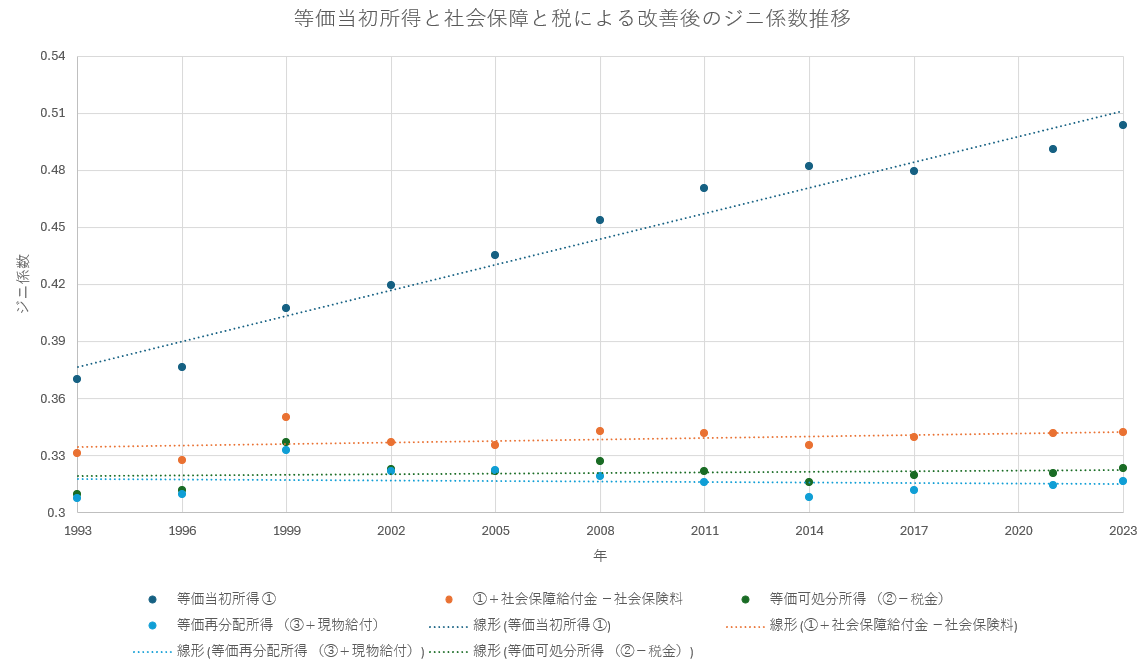
所得再分配とジニ係数（等価再分配所得を基に）

 右図は、厚生労働省の令和3年度と平成17年度の所得再分配調査の結果から計算したジニ係数の1993 - 2021年までの推移である。それぞれ
- 黄線は「直接税、社会保障給付金、現物支給」の再分配を考慮した所得のジニ係数
- 緑線は「直接税、社会保障給付金」の再分配を考慮した所得のジニ係数
- 赤線は「社会保障給付金、現物支給」の再分配を考慮した所得のジニ係数
- 青線は当初所得のジニ係数

を示しており、以下の下表のようになっている。また、世帯人員数を考慮に入れた補正を行っている。
なお、この所得再配分調査は、当初所得に老齢年金が含まれていないため、他の調査よりもジニ係数が高くなる。老齢年金を計算に入れた、国民生活基礎調査の結果に基づいて計算すると、ジニ係数は0.1ほど小さくなる。また、単身者世帯を調査対象に含まない全国消費実態調査に基づいて計算したジニ係数は、0.2ほど小さくなる。このように、ジニ係数は所得の定義や世帯人員数への依存度が大きいので注意が必要である。
上記、所得再分配調査の結果に寄れば、日本のジニ係数は、当初の高齢化によるとされる急激な上昇分を、社会保障の再分配によってほとんど吸収しているが、充分ではなく、日本の租税による富の再分配機能が弱まっているために、ジニ係数の上昇を早めている。原因として、中間所得層に対する税率が、経済協力開発機構（OECD）各国に比べて低すぎること、若年労働層に対する社会保障が、老人に比べると少ないことが明らかにされ、養育に対する財政支援も少ない事で、子育て世帯の貧困率を高めている可能性があることが指摘されている。
2008年の経済協力開発機構レポートと慶応義塾大学の石井加代子によれば、日本のジニ指数は1980年代より毎年上昇していた。しかし、2000年に入ると、格差拡大は頭打ちとなったが、全体的に所得が低下してきている。そして、日本の貧困レベルは、2015年でOECD諸国の中では、平均より高く9番目に高いと指摘している。
厚生労働省が調査したところによると、2011年の所得再分配前のジニ係数は0.5536であったが、所得再分配後のジニ係数は0.3791となっている。0.5〜0.6は「慢性的暴動が起こりやすいレベル」と言われ、社会騒乱多発の警戒ラインとされる0.4を所得再配分前の状態では上回っているが、税金などによる所得再配分機能により0.3791に抑えられており日本の所得の偏在は一定の秩序を保っているといえる。
2023年8月22日、厚生労働省はジニ係数が、2021年調査で所得再分配前のジニ係数は0.5700であり、分配後は0 .3813であった。年代別においては高齢者ほど、分配前のジニ指数が大きいものであった。